# دوري الدرجة الأولى الروماني 2004–05
دوري الدرجة الأولى الروماني 2004–05 (بالرومانية: Divizia A 2004-2005)‏ هو الموسم 87 من  دوري الدرجة الأولى الروماني. أقيم خلال الفترة 30 يوليو 2004 وحتى 11 يونيو 2005، وأشرف على تنظيمه اتحاد رومانيا لكرة القدم، وكان عدد الأندية المشاركة فيه  16، وفاز فيه نادي ستيوا بوخارست بعد أن لعب 30 مباراة وفاز بـ 19 منها.

## نتائج الموسم
| المركز | فريق               | لعب | ف  | ت | خ | له | عليه | ف.أ | نقاط | ملاحظة |
| ------ | ------------------ | --- | -- | - | - | -- | ---- | --- | ---- | ------ |
| 1      | نادي ستيوا بوخارست | 30  | 19 | 6 | 5 | 47 | 18   | +29 |      |        |